# Jesús Manzano
Jesús Maria Manzano Ruano (San Lorenzo de El Escorial, 12 mei 1978) is een Spaanse voormalig wielrenner. In 2004 werd hij geschorst wegens het gebruik van doping. Hij werd hierna bekend als klokkenluider van geïnstitutionaliseerd dopinggebruik en zijn uitspraken waren aanleiding voor de Guardia Civil om onderzoek te doen naar het handelen van sportarts Eufemiano Fuentes.

## Belangrijkste overwinningen
2001
- 3e etappe in de Ronde van La Rioja

2003
- 4e etappe Ronde van Catalonië